# Dayton, Kentucky
Dayton är en stad i Campbell County, Kentucky, USA. År 2000 hade orten 5 966 invånare. Den har enligt United States Census Bureau en area på 4,3 km², varav 0,9 km² av det är vatten.